# فيروسات شحمي الشعر
 فيروسات شحمي الشعر (بالإنجليزية: Lipothrixviridae) هي عائلة من الفيروسات التي تصيب العتائق. ويتشاركون الخصائص مع عائلة Rudiviridae وكلاهما من الفيروسات الخيطية بجينوم "ثنائي سلسلة الدنا" والتي تصيب العتائق أليفة الحرارة. الفيروسات المقزحة مغلفة.